# عنکبوت بندباف سیاه
عنکبوت بندباف سیاه (نام علمی: Amaurobius ferox) نام یک گونه از تیره عنکبوت‌های شب است.